# Martina Bethke
Martina Bethke (geboren im 20. Jahrhundert) ist eine deutsche Behindertensportlerin und Goalballspielerin.

## Leben
Martina Bethke ist stark sehbehindert. Da sie trotzdem auf Leistungssport nicht verzichten und Sport mit gleichbehinderten Frauen ausüben wollte, wählte sie als ihre Sportart das Goalballspiel. Da ihre Leistungen es rechtfertigten, wurde sie in die deutsche Nationalmannschaft berufen, mit der sie an den Paralympischen Sommerspielen 1996 in Atlanta teilnahm. Bei diesen Spielen gelangte sie mit der deutschen Mannschaft in der Besetzung Christel Bettinger, Gudula Demmelhuber, Cornelia Dietz, Edda Ewert, Christina Krause und Martina Bethke ins Endspiel. In diesem Endspiel besiegte dann das deutsche Team seine Gegner aus Finnland und gewann damit die Goldmedaille im Goalballspiel.
Für diesen Erfolg wurden Bethke und ihre Mannschaftskolleginnen mit der Verleihung des Silbernen Lorbeerblattes geehrt.